# Martim Longo
Martim Longo es una freguesia portuguesa del municipio de Alcoutim, con 134,14 km² de área y 1384 habitantes (2001), de lo que resulta una densidad de 10,3 hab/km².

## Patrimonio
- Cerro del Castillo de Santa Justa o Poblado calcolítico del Cerro del Castillo
- Iglesia de Martim Longo

- Datos: Q2652713
- Multimedia: Martim Longo / Q2652713

1. ↑  Worldpostalcodes.org,código postal n.º 8970.